# Художественная галерея (Полоцк)
Художественная галерея города Полоцка (бел. Мастацкая галерэя) размещается в корпусе бывшего иезуитского коллегиума, памятника архитектуры XVIII века. Имеются два выставочных зала для показа сменных выставок и художественный салон. Коллекции галереи постоянно пополняются по мере проведения археологических раскопок в Полоцке, раскрытия фресок Спасо-Преображенской церкви, а также приобретения произведений отечественных живописцев.

## История
Художественная галерея города Полоцка была открыта 20 февраля 1981 года, являясь филиалом Краеведческого музея. В 1985 году художественная галерея вошла в состав Полоцкого историко-культурного музея-заповедника.
До 1991 года галерея размещалась в здании Богоявленского собора. В 1992 году деятельность Картинной галереи продолжилась в здании Музея белорусского книгопечатания.
С 2002 года Художественная галерея располагается в одном из корпусов бывшего иезуитского коллегиума. По проекту Габриеля Грубера в 1788 году при иезуитском коллегиуме был построен трехэтажный музейный корпус. В музее полоцких иезуитов находилась картинная галерея, в собрании которой были работы Сальватора Розы, Шимона Чеховича, а также копии с полотен Рафаэля, Тициана и Рубенса. Стены галереи украшали фрески, выполненные самим Г. Грубером..

## Экспозиция
В экспозиции галереи представлены коллекции культового прикладного искусства XII–XIX веков, иконопись XVIII–XX веков, светская портретная живопись XVIII столетия, изобразительное искусство Беларуси XX века. Экспозиционная площадь составляет 900 м².